# Лукьянов, Валерий Витальевич
Валерий Витальевич Лукьянов (20 марта 1922, Вологда — 11 декабря 2007, Москва) — генерал-лейтенант милиции СССР, начальник Главного управления Госавтоинспекции МВД СССР в 1967—1983 годах, доктор юридических наук, профессор, заслуженный работник МВД СССР, заслуженный юрист Российской Федерации, ветеран Великой Отечественной войны. Считается одним из выдающихся организаторов и руководителей милиции СССР, а также одним из основателей современной системы обеспечения безопасности дорожного движения.
Вклад Лукьянова в развитие Госавтоинспекции включает в себя, среди прочего, утверждение единых Правил дорожного движения, новых нормативных актов и единых стандартов в сфере транспортной безопасности; создание ряда новых автошкол для обучения водителей и образовательных учреждений для подготовки и повышения квалификации сотрудников ДПС; образование новых подразделений в структуре ДПС; расширение пропаганды безопасности дорожного движения в СМИ. Имя Лукьянова носит с 2013 года основанный им же Орловский юридический институт МВД России.

## Биография

### Молодость и Великая Отечественная война
Родился 20 марта 1922 года в Вологде. Окончил десятилетнюю школу с золотой медалью, учился в Московском механико-машиностроительном институте имени Баумана на танковом факультете (факультет «О»). Практику проходил в Наро-Фоминске на ремонтной танковой базе. Член ВЛКСМ с 1938 года, член ВКП(б) с 1945 года. В августе 1941 года ушёл с 3-го курса добровольцем на фронт Великой Отечественной войны в 30-й запасной танковый полк. Оттуда направлен в Челябинское танковое училище, после его окончания продолжил службу в составе 7-го механизированного корпуса в качестве командира взвода по ремонту танков 153-го восстановительно-ремонтного батальона и заместителя командира 547-й подвижной танкоремонтной базы. Изначально служил механиком в экипаже самоходно-артиллерийской установки СУ-152, позже назначен заместителем командира части по восстановлению подбитых танков.
В звании техника-лейтенанта Лукьянов участвовал в боях на Украине, в Молдове, Румынии, Венгрии, Болгарии, Югославии, Австрии и Чехословакии. К 20 декабря 1943 года его взвод за время пребывания на фронте отремонтировал до 30 танков. Участник сражений на 2-м и 3-м Украинских фронтах, участник Нижнеднепровской операции. Со слов самого Лукьянова, в составе ремонтной бригады численностью 15 человек он участвовал в боях в Чехословакии в районе города Густанече. В один из дней вечером его бригада, вывозившая группу подбитых танков во двор фабрики, попала под миномётный обстрел из небольшого леса: поскольку один из танков оказался на ходу, а ещё один мог стрелять (у него была неповреждённая башня), бригада заняла позиции в обоих танках и обстреливала лес в течение двух часов. На следующее утро разведка обнаружила в лесу множество трупов немецких солдат: как выяснилось, усилиями ремонтной бригады Лукьянова была спасена пехотная часть.
В Венгрии Лукьянов участвовал в жестоких боях на острове Чепель, в районе Секешфехервара и в Дебрецене, где его часть вывозила с поля боя повреждённые танки, восстанавливала их и возвращала в бой. В ходе боёв в Дебрецене танки его части получали попадания от немцев прямо в погон (место крепления) башни: после этого башня перестала вращаться, и исправить механизм вращения можно было только путём подъёма 20-тонной башни. Стараниями Лукьянова его бригада сумела научиться поднимать башни, что позволило возвращать в строй танки без их эвакуации в глубокий тыл. День Победы он встретил в Чехословакии, после чего вернулся в СССР и через Челябинск и Иркутск отправился на Забайкальский фронт советско-японской войны. Участвовал в переходе через Хинганский хребет и освобождении Порт-Артура.

### Служба в МВД СССР
После войны Лукьянов заочно окончил машиностроительный институт, получив квалификацию инженера по ремонту и эксплуатации автомобилей. Позже он поступил в Высшую школу МВД СССР: в Орле был организован филиал школы, куда поступили слушатели-заочники из соседних областей. Лукьянов был зачислен сразу на третий курс: с его слов, в канун государственных экзаменов он испытывал сильнейшее волнение, поскольку членами приёмной комиссии были его коллеги. К защите дипломной работы он готовился основательно, в течение месяца повторяя пройденный материал, и получил оценку «отлично».
Службу в органах внутренних дел Лукьянов нёс с 1947 по 1983 годы. Он начал свою карьеру в качестве начальника отделения автохозяйственного отдела МГБ Литовской ССР. С 1952 года занимал пост заместителя начальника отдела ГАИ МВД Литовской ССР. Позже он переехал в Орёл, где в составе УВД Орловской области служил на разных должностях с 1 ноября 1953 года по 9 августа 1967 года, начав службу в качестве старшего инспектора Орловского участка дорожной милиции. 10 мая 1954 года Лукьянов был назначен начальником Орловского участка дорожной милиции, 9 ноября 1955 года стал начальником Орловского участка — Орловского отделения дорожной милиции УМ УМВД Орловской области, а 6 декабря того же года был назначен заместителем начальника ГАИ УВД Орловской области. 5 февраля 1957 года он был назначен заместителем начальника УВД Орловской области, а 15 марта 1963 года начальником Управления охраны общественного порядка Орловского облисполкома, занимая эту должность вплоть до 9 августа 1967 года в звании полковника внутренней службы. 25 ноября 1966 года был произведён в комиссары милиции 3-го ранга.
Работая в системе УВД Орловской области, Лукьянов руководил раскрытием ряда резонансных преступлений и участвовал в операциях по задержанию опасных преступников. Он также одним из первых применил волонтёров в мероприятиях по поиску детей. Примером такого использования добровольцев может служить операция под кодовым названием «Малыш». В октябре 1965 года в Болховском районе Орловской области сообщили о пропаже трёхлетнего сына колхозницы, которого не удалось найти своими силами: о случившемся стало известно вечером. Лукьянов по тревоге поднял всех работников для обследования леса, а ночью с разрешения первого секретаря райкома КПСС через радиоузел передал по радио объявление с просьбой помочь в розыске ребёнка. Утром у райкома собрались более 2 тысяч добровольцев, а вскоре совместными усилиями ребёнок был найден.
Согласно воспоминаниям современников, ещё будучи начальником УВД Орловской области, Лукьянов уделял большое внимание обеспеченности радиосвязью подвижных нарядов милиции: в частности, он интересовался размещением радиостанции на мотоцикле и возможностью вести переговоры при движении с помощью входящей в комплект гарнитуры, в связи с чем даже совершил первый пробный выезд на таком мотоцикле. Он также придумал и реализовал ряд других новшеств в работе ГАИ, отметив определённые проблемы службы и наметив пути их решения, которые впоследствии воплощал уже на посту начальника ГУ ГАИ МВД СССР.

### Начальник ГУ ГАИ МВД СССР. Вклад в развитие Госавтоинспекции
В 1967—1983 годах Валерий Витальевич Лукьянов занимал пост начальника Главного управления ГАИ МВД СССР (само Главное управление ГАИ МВД СССР было образовано 11 февраля 1969 года на основе отдела ГАИ ГУМ МВД СССР). С того момента, как он занял эту должность, начался процесс качественного реформирования всей структуры ГАИ и всех её подразделений: задуманные Лукьяновым реформы были направлены на усиление технической оснащённости подразделений Госавтоинспекции, модернизацию элементов безопасности дорожно-транспортной системы и качественное изменение уровня профессиональной подготовки сотрудников ГАИ. Считается, что во время одной из зарубежных командировок во Францию, в которой гидом Лукьянова и переводчиком была русская эмигрантка-жительница Парижа, гость из СССР на собственном опыте сумел осознать, какими профессиональными и личностными качествами должен обладать идеальный сотрудник дорожно-патрульной службы. Современники писали, что Лукьянов обладал удивительной способностью в кратчайшее время проникнуть в суть любого дела и предложить оптимальное решение любой проблемы.

#### Организация и пропаганда безопасности дорожного движения
Одним из первых шагов Главного управления ГАИ МВД СССР под руководством Лукьянова стало создание в союзных и автономных республиках, краях и областях комиссий по организации безопасности дорожного движения в соответствии с постановлением Совета министров СССР от 29 ноября 1967 года «О повышении безопасности движения в городах, других населенных пунктах и на автомобильных дорогах», а Всесоюзную комиссию по организации безопасности дорожного движения возглавил глава МВД СССР. Были учреждены комиссии общественного контроля за безопасностью движения на предприятиях автомобильного транспорта и городского электротранспорта в соответствии с принятым Советом министров РСФСР и ВЦСПС постановлением от 16 марта 1973 года. Также было образовано Всероссийское добровольное общество автомотолюбителей (ВДОАМ-ВОА), которое занималось профилактикой аварийности среди индивидуальных владельцев. Доля водителей, проходивших обучение в автошколах, выросла с 50 % в 1975 году до 95,2 % в 1980 году.
В рамках мероприятий по пропаганде безопасности дорожного движения Лукьянов с января 1969 года начал вести на Первой программе ЦТ телепередачу «Бюллетень автоинспектора». В радиоэфире ежегодно выходило до 100 тысяч передач по этой теме; снимались также короткометражные учебные фильмы на тему безопасности дорожного движения (в 1975 году по заказу ГУ ГАИ МВД СССР было снято 30 таких фильмов). В школах были введены 20-часовые занятия по изучению правил дорожного движения, а также стали создаваться первые детские игровые автомобильные городки: подобные городки уже строили в Ленинграде и Симферополе начиная с 1965 года по типовым проектам, разработанным Госстроем. К началу 1975 года было построено 150 таких городков, а к 1980 году их число достигло 200: крупнейшие из них находились в Ростове-на-Дону («Автоград») и Краснодаре, а основой для этих автодромов служили детские автомобили как педального типа, так и с простыми двигателями. Автомобили с бензиновым и электрическим двигателями для этих городков выпускались преимущественно Ярославским электромашиностроительным заводом, но Лукьянов считал темпы производства этих транспортных средств недостаточными, настаивая на привлечении космомольцев-рационализаторов и студентов автодорожных институтов к расширению масштабов производства.
В соответствии с постановлением секретариата ЦК ВЛКСМ, коллегии МВД СССР и Министерства просвещения СССР было утверждено «Положение об отрядах юных инспекторов движения»: отряды юных инспекторов движения (ЮИД) появились путём объединения всех детских общественных формирований, взаимодействовавших с ГАИ. В 1975 году в пионерском лагере «Орлёнок» состоялся Первый Всероссийский слет ЮИД при участии делегатов 72 регионов, а в 1978 году в Ростове-на-Дону состоялся Первый Всесоюзный слет ЮИД. Всего к середине 1970-х в стране насчитывалось 14 тысяч отрядов юных инспекторов движения, их деятельность оказывала положительное влияние на снижение детского дорожно-транспортного травматизма. К 1980 году в СССР также работало 24 тысячи пунктов медицинских осмотров в крупных автохозяйствах для предрейсовых и послерейсовых осмотров водителей. Однако оставалась серьёзной проблема пьянства за рулём: со слов самого Лукьянова, в 1980 году из всего числа автоаварий в СССР треть совершалась водителями, находившимися в состоянии алкогольного опьянения.

#### Правила, нормативы и стандарты
В начале 1970-х годов активно совершенствовалась система обеспечения безопасности дорожного движения в стране. Были утверждены единые «Правила движения по улицам городов, населенных пунктов и дорог СССР», где впервые были в полной мере учтены все требования международных документов о дорожном движении, в том числе и Международной конвенции по безопасности дорожного движения. Разработка единых правил, нормативов и стандартов осуществлялась ГАИ МВД СССР в соответствии с постановлением Совета министров СССР от 20 июля 1972 года «О дополнительных мерах по обеспечению безопасности дорожного движения», ГАИ МВД СССР осуществляла также контроль за соблюдением всех правил гражданами, предприятиями и учреждениями. Проекты конструкций автомототранспортных средств в части, относящейся к обеспечению безопасности дорожного движения, тоже должны были согласовываться с ГАИ МВД СССР. По словам самого Валерия Витальевича, из новых правил дорожного движения было исключено всё, что не имело отношения к регламентации действий водителей и пешеходов как участников движения: правила должны были отвечать на любой вопрос «да» или «нет». Были введены разъясняющие дорожные знаки, которые помогали оценить дорожную ситуацию и узнать, где находятся определённые объекты (места для ночлега, для обеда или заправки машины). Также была проведена паспортизация всех автодорог. 30 августа 1973 года МВД СССР и Министерство жилищно-коммунального хозяйства РСФСР учредили руководство по регулированию дорожного движения в городах. Новое единое положение о Государственной автомобильной инспекции было введено в 1978 году.
Помимо этого, велось совершенствование нормативных правовых документов ГАИ: начали вводиться единые образцы бланков водительских удостоверений, технических паспортов и номерных знаков для автомототранспорта, единые правила регистрации и учёта автотранспорта, проведения технических осмотров, приёма экзаменов при присвоении квалификации водителя автотранспорта и городского электротранспорта, а также единые методы учёта ДТП. По состоянию на 1980 год требования к будущим водителям, по оценке Лукьянова, не столько ужесточались, сколько уточнялись: к вождению по медицинским показаниям были допущены люди с дефектами слуха и дальтонизмом. Госстроем в 1972 году были утверждены СНиП 2 Д 5-72 «Строительные нормы и правила. Автомобильные дороги. Нормы проектирования», впервые содержащие раздел «Безопасность дорожного движения». Указом Президиума Верховного Совета СССР от 15 марта 1983 года была введена одинаковая на территории всех союзных республик ответственность за нарушения ПДД.

#### Службы и подразделения
Во время работы Лукьянова на посту начальника Главного управления ГАИ МВД СССР были созданы новые специализированные службы — дорожно-патрульная служба (ДПС) как качественно новый элемент системы ГАИ, служба дорожного надзора, служба пропаганды дорожного движения, монтажно-эксплуатационная служба, регистрационно-экзаменационная служба. В период его работы также появились государственные структуры, чья деятельность была связана с обеспечением безопасности дорожного движения в той или иной степени (Минтранс, Минавтодор, Минприбор, Минавтопром). Принятые им меры были направлены на стабилизацию обстановки с аварийностью, а также обеспечивали специализацию по определённым направлениям деятельности.
Для повышения качества обслуживания населения были созданы межрайонные регистрационно-экзаменационные подразделения (РЭП). Их учреждение регламентировал приказ МВД СССР от 12 сентября 1973 года; к 1981 году насчитывалось 614 республиканских, областных и межрайонных РЭП. Прежде разрозненные подразделения регулирования уличного движения (РУДР) были преобразованы в строевые подразделения ДПС, которые обслуживали территории отдельных городов или магистралей. В 1969 году в структуре Госавтоинспекции появились подразделения по организации дорожного движения, которые были переименованы в подразделения дорожного надзора в 1974 году. К этим подразделениям относились группы, взводы и дивизионы. К 1980 году существовало 172 отдела и отделения дорожного надзора.
В 1972 году в МАДИ началась подготовка специалистов высшей классификации по организации дорожного движения. В крупных городах начали создавать специализированные монтажно-эксплуатационные подразделения (СМЭП), занимавшиеся установкой технических средств регулирования дорожного движения: к 1980 году при МВД СССР действовали 229 подобных подразделений, обслуживавшие 1750 городов. С 1970 года начало применяться вертолётное патрулирование: в 57 органах внутренних дел на постоянной основе арендовался 81 вертолёт разных видов. Также в столицах союзных республик и крупных городах появились эскортные подразделения в составе ДПС: в 1982 году в состав ДПС входили 4 полка, 197 дивизионов и 542 отдельных взвода.

#### Техническое совершенствование
В 1968 году в составе Всероссийского научно-исследовательского института МВД СССР по инициативе Лукьянова была организована специальная проблемная лаборатория по безопасности дорожного движения, которая стала самостоятельным подразделением в 1972 году. Спустя ещё два года, в 1974 году, по решению Совета министров СССР был образован Всесоюзный научно-исследовательский институт безопасности дорожного движения МВД СССР. В составе этого НИИ были лабораторная база, мощный вычислительный центр, типография и научная библиотека. Началось активное создание информационных систем на базе ЭВМ, в деятельность ГАИ активно внедрялась современная электронная вычислительная техника. В 1979 году при помощи Лукьянова НИИ сумел разработать универсальную передвижную научную лабораторию.
В Москве в 1970, 1976 и 1981 годах проводились международные выставки «Интерсигналдортранс» с показом современных технических средств организации и регулирования дорожного движения отечественного и иностранного производства. С января 1973 года стали производиться электронно-механические экзаменаторы моделей «Вятка-5» и «Вятка-20». Согласно ответам Валерия Лукьянова на вопросы, опубликованным в номере 9 журнала «Техника — молодёжи» за 1980 год, в процессе внедрения технических средств в процесс обучения будущих водителей выпускалось большое количество тренажёров, часть которых была представлена в конкурсе «Руль машины — в искусные руки». Однако сам генерал-лейтенант милиции полагал, что никакие тренажёры и упражнения не могут заменить езду по улице, поэтому важнейшим он считал создание автодромов, строительство которых по состоянию на 1980 год, со слов генерал-лейтенанта, велось очень медленно. В том же номере Лукьянов предсказал развитие в XXI веке концепции беспилотных автомобилей, предполагая, что в идеальном варианте электроника возьмёт на себя тактику езды, а за водителем останется выбор стратегии (маршрут и характер движения).
В конце 1970-х годов в советской милиции появился как минимум один экземпляр Porsche 911 Targa: машину в раскраске советской милиции представили на международной международной экспозиции полицейского оборудования, а после выставки отправили в подразделение, подконтрольное лично Лукьянову. Ещё спустя некоторое время машину передали на АЗЛК для изучения и испытания, в том числе на автополигоне НАМИ (с демонтированными маячками и другим милицейским оборудованием).

#### Образовательная система
Лукьянов убедил руководство Министерства внутренних дел в необходимости создания специальной образовательной программы, необходимой для подготовки кадров образованной в системе ГАИ новой дорожно-патрульной службы. При участии Валерия Витальевича решением Госплана СССР и министерства высшего и среднего специального образования была утверждена новая инженерная специальность «Организация и безопасность дорожного движения». Изначально предполагалось, что подготовкой кадров для новой службы будет заниматься не конкретное специальное учебное заведение, созданное исключительно для этой цели, а уже существовавшая Ленинградская специальная средняя школа милиции МВД СССР. Однако Лукьянов настоял на том, что только в условиях нового профильного учебного заведения можно будет обеспечить необходимое внимание к новому виду службы и достичь максимального эффекта от этой службы.
Таким образом, в рамках реализации постановления Совета министров СССР от 2 февраля 1976 года по инициативе Лукьянова были открыты две специальные школы милиции МВД СССР в Орле и Краснодаре. В частности, Орловская специальная средняя школа милиции МВД СССР, занимавшаяся подготовкой сотрудников дорожно-патрульной службы, была образована 20 апреля 1976 года на базе межобластной школы подготовки младшего и среднего начальствующего состава: коллективу школы вручили знамя 5 декабря 1976 года. На её базе в 1991 году появилась Орловская высшая школа МВД РСФСР, преобразованная 17 мая 1997 года в Орловский юридический институт МВД России.
Среди иных достижений Лукьянова на посту начальника ГУ ГАИ МВД СССР упоминаются организация главка и его подразделений на местах, а также начало изготовления дорожных знаков со световозвращающей поверхностью. В 1982 году режиссёр Эльдор Уразбаев снял фильм «Инспектор ГАИ» о принципиальном сотруднике ГАИ, выполняющем свой долг в любых условиях — идея фильма принадлежала генерал-лейтенанту Лукьянову, который дал задание снять картину на киностудии имени М. Горького.

#### Итоги реформ
По итогам проведённых Лукьяновым реформ нормативно-правовая база претерпела кардинальные изменения, появились новые подразделения и службы, а также в целом улучшилась техническая оснащённость ГАИ. Благодаря этим реформам Лукьянов считается не только выдающимся организатором системы внутренних дел, но и одним из основоположников структуры Госавтоинспекции МВД СССР и МВД России, выстроившим совершенно новую систему безопасности дорожного движения, складывавшуюся на строго научной основе. Он внёс большой вклад в повышение эффективности служебной деятельности, улучшение технического оснащения и качественной профессиональной подготовки сотрудников ГАИ, кропотливо подбирая кадры.
Звание генерал-майора милиции Лукьянову было присвоено 23 октября 1973 года, звание генерал-лейтенанта милиции присвоено 25 апреля 1975 года. С ним в Главном управлении много лет работали его заместители, которые были его соратниками по реформаторской деятельности: среди них выделялись генерал-майор милиции И. С. Храпов (проработал все 16 лет с Лукьяновым), полковник милиции С. Н. Зайчиков (заместитель начальника ГУ ГАИ МВД СССР в 1969—1983 годах) и полковник милиции Э. М. Ваулин (работал почти 10 лет начальником отдела регулирования дорожного движения).

### После отставки
В отставку Лукьянов вышел в 1983 году. Он имел учёную степень доктора юридических наук и учёное звание профессора, опубликовав большое количество фундаментальных работ в области Госавтоинспекции. До конца жизни он продолжал вести научную и преподавательскую работу, направленную на повышение безопасности дорожного движения.
Скончался 11 декабря 2007 года в Москве. Прощание состоялось 13 декабря в Центральной клинической больнице. Похоронен на Кузьминском кладбище с воинскими почестями. К памятнику Лукьянова на Кузьминском кладбище два раза в год возлагаются цветы.

## Личная жизнь
Был женат. Дочь — Елена Валерьевна Циклис, есть внучка.
Проживал в 1957—1967 годах в доме 6 по улице Гуртьева в городе Орле.

## Память
- В начале 2009 года была издана книга «Жизнь на переднем крае», составленная на основе воспоминаний самого В. В. Лукьянова, а также его бывших подчиненных в центре и на местах. Идею выпуска поддержал Департамента ОБДД МВД России В. Н. Кирьянов. Материалы этой книги были использованы для создания персональной экспозиции В. В. Лукьянова в открывшемся в 2011 году музее Госавтоинспекции МВД России[43].
- Имя Лукьянова носят памятная медаль, изготовленная по предложению ветеранской организации ГУОВДД МВД России и вручаемая ветеранам и сотрудниками ГИБДД, а также ежегодные соревнования в рамках конкурса профессионального мастерства на звание «Лучший сотрудник ДПС ГИБДД МВД России»[43].
- В апреле 2011 года в здании Орловского юридического института МВД России был установлен бюст В. В. Лукьянова[43]. 30 мая 2013 года приказом № 310 Министерства внутренних дел Российской Федерации Орловскому юридическому институту МВД России было присвоено имя В. В. Лукьянова[4]. Официальные мероприятия по этому поводу прошли 29 июня 2013 года, когда выпускникам вручили дипломы[20]: на фасаде центрального здания института была открыта мемориальная доска в честь В. В. Лукьянова[43][48].
- 6 октября 2018 года на здании дома 6 по улице Гуртьева в Орле, где проживал Лукьянов, была открыта ещё одна мемориальная доска[5].
- В марте 2022 года по случаю 100-летия со дня рождения В. В. Лукьянова в Орловском юридическом институте МВД России были проведены памятные мероприятия, в том числе тематическая викторина на тему биографии Лукьянова и его вклада в развитие Государственной автомобильной инспекции[14], а также круглый стол на тему его роли в становлении и развитии системы безопасности дорожного движения[49].
- Один из танков, собранный и склёпанный усилиями Валерия Лукьянова, был установлен на постаменте в Тирасполе[9].

## Награды
- Орден Трудового Красного Знамени (1967)[5][11]
- Орден Отечественной войны (дважды)[13]
  - 12 сентября 1944 (II степени) — за образцовое выполнение боевых заданий командования на фронте борьбы с немецкими захватчиками и проявленные при этом доблесть и мужество[12][3]
  - I степени[50][16]
- Орден Красной Звезды (дважды)[13][7], в том числе:
  - 19 мая 1945[3]
- Орден «Знак Почёта»[16]
- Медаль «За боевые заслуги» (дважды)[7], в том числе:
  - 27 января 1944 — за образцовое выполнение боевых заданий командования на фронте борьбы с немецкими захватчиками и проявленные при этом доблесть и мужество[3][10][f]
- 18 иных медалей[11][7], в том числе:
  - Медаль «За победу над Германией в Великой Отечественной войне 1941—1945 гг.» (9 мая 1945)[51]
  - Медаль «За победу над Японией» (30 сентября 1945)[51]
  - Медаль «В ознаменование 100-летия со дня рождения Владимира Ильича Ленина»[g]
- Заслуженный работник МВД СССР[5][7]
- Заслуженный юрист Российской Федерации[5]

## Публикации
- В. В. Лукьянов. Случай на дороге. — Орёл: Кн. изд-во, 1961. — 91 с.
- В. В. Лукьянов. Проблемы дорожного движения. — М.: Знание, 1972. — 48 с. — (В помощь лектору. Библиотечка «Охрана общественного порядка — всенародное дело»).
- В. В. Лукьянов. Правовые и организационные проблемы совершенствования общегосударственной системы обеспечения безопасности дорожного движения: автореферат дис. на соискание ученой степени кандидата юридических наук. (12.00.08). — М.: Высшая школа МВД СССР, 1973. — 19 с.
- В. В. Лукьянов. Безопасность дорожного движения. — М.: МВД СССР, Всесоюзный научно исследовательский институт безопасности дорожного движения, 1974. — 126 с.
- Комментарии к Правилам дорожного движения / под общ. ред. канд. юрид. наук В. В. Лукьянова. — М.: Издательство ДОСААФ, 1974. — 351 с.
  - Канд. юрид. наук В.И. Жулев, Н.Н. Юмашев, кандидаты техн. наук М.Б. Афанасьев, Г.И. Клинковштейн. Комментарии к Правилам дорожного движения / под общ. ред. канд. юрид. наук В.В. Лукьянова. — 2-е изд., перераб. и доп.. — М.: Издательство ДОСААФ, 1977. — 272 с.
  - В. И. Жулев и др. Комментарии к Правилам дорожного движения / под общ. ред. В. В. Лукьянова. — 3-е изд., перераб. и доп.. — М.: Издательство ДОСААФ, 1981. — 255 с.
- ГАИ на посту / текст В. Лукьянова; составление С. Зайчикова; специальная фотосъемка Р. Озерского; художник А. Юркевич. — Москва: Планета, 1976. — 127 с.
- В. В. Лукьянов. Задачи МВД, УВД по организации взаимодействия ГАИ с другими аппаратами органов внутренних дел: Лекция. — М.: Академия МВД СССР. Кафедра обеспечения безопасности дорожного движения, 1976. — 20 с.
- В. В. Лукьянов. Организация управляющего воздействия Госавтоинспекции на техническое состояние транспортных средств: Лекции для слушателей 1 факультета. — М.: Академия МВД СССР. Кафедра обеспечения безопасности дорожного движения, 1977. — 22 с.
- В. В. Лукьянов. Безопасность дорожного движения. — М.: Транспорт, 1978. — 247 с.
  - В. В. Лукьянов. Безопасность дорожного движения. — 2-е изд., перераб. и доп.. — М.: Транспорт, 1983. — 262 с.
- В. В. Лукьянов. Обеспечение безопасности дорожного движения: учебное пособие. — Москва, 1979. — 379 с.
- В. В. Лукьянов. Проблемы квалификации дорожно-транспортных преступлений / ред. Ю. А. Шубин. — М.: Юридическая литература, 1979. — 168 с. — ISBN 5-ЛВВ-ПКДТП.
- В. В. Лукьянов. Мир на колесах: Книга для тех, кто за рулем. — М.: МП «Имидж», 1991. — 224 с. — ISBN 5-86048-001-6.
- В. В. Лукьянов. Состав и квалификация дорожно-транспортных преступлений и административных правонарушений : Спец. вопр. уголов. и адм. права. — Москва: Дашков и К°, 2003. — 42 с. — ISBN 5-94798-275-7.
- Уголовное право России. Особенная часть. Учебник / ред. В. Ф. Щепельков, В. В. Лукьянов, В. Н. Бурлаков. — СПбГУ, 2014. — 766 с. — ISBN 978-5-288-05516-4.

## Комментарии
1. ↑  По данным Олега Мозохина — с 1969 года как начальник Главного управления ГАИ МВД СССР (создано 11 февраля 1969 года на основе отдела ГАИ ГУМ МВД СССР)[2]
2. ↑  Новые «Правила проведения государственных периодических технических осмотров автомобилей, мотоциклов и прицепов» вступили в силу 1 февраля 1974 года[25]
3. ↑  Новое «Положение о порядке присвоения квалификации водителя, выдачи водительских удостоверений и допуска водителей к управлению транспортными средствами» вступило в силу 13 февраля 1976 года[35]
4. ↑  Конкурс был объявлен в номере 7 журнала «Техника — молодёжи» за 1978 год, о завершении было объявлено в номере 9 за 1980 год[39]
5. ↑  В соответствии с постановлением Совета министров СССР № 778 того же дня[16]
6. ↑  Был представлен 20 декабря 1943 года к ордену Красной Звезды[10]
7. ↑  Представлена на иллюстрациях[13][20]